# 2. Fußball-Bundesliga (2024/2025)
Sezon 2024/2025 2. Fußball-Bundesligi był 51. edycją rozgrywek niemieckiej 2. Fußball-Bundesligi w piłce nożnej. W rozgrywkach występowało 18 zespołów. Sezon rozpoczął się 2 sierpnia 2024, a zakończył 18 maja 2025.

## Drużyny
| drużyna                             | miasto             | sezon 2023/24 | uwagi                               |
| ----------------------------------- | ------------------ | ------------- | ----------------------------------- |
| drużyny, które spadły z Bundesligi  |                    |               |                                     |
| 1. FC Köln                          | Kolonia            | 17            |                                     |
| SV Darmstadt 98                     | Darmstadt          | 18            |                                     |
| uczestnicy poprzedniej edycji       |                    |               |                                     |
| Fortuna Düsseldorf                  | Düsseldorf         | 3             | Przegrane baraże z VfL Bochum       |
| Hamburger SV                        | Hamburg            | 4             |                                     |
| Karlsruher SC                       | Karlsruhe          | 5             |                                     |
| Hannover 96                         | Hanower            | 6             |                                     |
| SC Paderborn 07                     | Paderborn          | 7             |                                     |
| SpVgg Greuther Fürth                | Fürth              | 8             |                                     |
| Hertha BSC                          | Berlin             | 9             |                                     |
| FC Schalke 04                       | Gelsenkirchen      | 10            |                                     |
| SV 07 Elversberg                    | Spiesen-Elversberg | 11            |                                     |
| 1. FC Nürnberg                      | Norymberga         | 12            |                                     |
| 1. FC Kaiserslautern                | Kaiserslautern     | 13            |                                     |
| 1. FC Magdeburg                     | Magdeburg          | 14            |                                     |
| Eintracht Brunszwik                 | Brunszwik          | 15            |                                     |
| drużyny, które awansowały z 3. Ligi |                    |               |                                     |
| SSV Ulm 1846                        | Ulm                | 1             |                                     |
| Preußen Münster                     | Münster            | 2             |                                     |
| SSV Jahn Regensburg                 | Ratyzbona          | 3             | Wygrane baraże z SV Wehen Wiesbaden |

## Tabela
| Lp. | Drużyna                 | M  | Z  | R  | P  | Bramki | Bramki | Różn. | Pkt | Uwagi                     |
| --- | ----------------------- | -- | -- | -- | -- | ------ | ------ | ----- | --- | ------------------------- |
| 1   | 1. FC Köln (M) (A)      | 34 | 18 | 7  | 9  | 53     | 38     | +15   | 61  | Awans do Bundesligi       |
| 2   | Hamburger SV (A)        | 34 | 16 | 11 | 7  | 78     | 44     | +34   | 59  | Awans do Bundesligi       |
| 3   | SV Elversberg (B)       | 34 | 16 | 10 | 8  | 64     | 37     | +27   | 58  | Baraże o Bundesligę       |
| 4   | SC Paderborn 07         | 34 | 15 | 10 | 9  | 56     | 46     | +10   | 55  |                           |
| 5   | 1. FC Magdeburg         | 34 | 14 | 11 | 9  | 64     | 52     | +12   | 53  |                           |
| 6   | Fortuna Düsseldorf      | 34 | 14 | 11 | 9  | 57     | 52     | +5    | 53  |                           |
| 7   | 1. FC Kaiserslautern    | 34 | 15 | 8  | 11 | 56     | 55     | +1    | 53  |                           |
| 8   | Karlsruher SC           | 34 | 14 | 10 | 10 | 57     | 55     | +2    | 52  |                           |
| 9   | Hannover 96             | 34 | 13 | 12 | 9  | 41     | 36     | +5    | 51  |                           |
| 10  | 1. FC Nürnberg          | 34 | 14 | 6  | 14 | 60     | 57     | +3    | 48  |                           |
| 11  | Hertha BSC              | 34 | 12 | 8  | 14 | 49     | 51     | −2    | 44  |                           |
| 12  | SV Darmstadt            | 34 | 11 | 9  | 14 | 56     | 55     | +1    | 42  |                           |
| 13  | SpVgg Greuther Fürth    | 34 | 10 | 9  | 15 | 45     | 59     | −14   | 39  |                           |
| 14  | FC Schalke 04           | 34 | 10 | 8  | 16 | 52     | 62     | −10   | 38  |                           |
| 15  | Preußen Münster         | 34 | 8  | 12 | 14 | 40     | 43     | −3    | 36  |                           |
| 16  | Eintracht Brunszwik (B) | 34 | 8  | 11 | 15 | 38     | 64     | −26   | 35  | Baraże o utrzymanie       |
| 17  | SSV Ulm (S)             | 34 | 6  | 12 | 16 | 36     | 48     | −12   | 30  | Spadek do 3. Fußball-Ligi |
| 18  | SSV Jahn Regensburg (S) | 34 | 6  | 7  | 21 | 23     | 71     | −48   | 25  | Spadek do 3. Fußball-Ligi |

## Baraże

### Baraże o Bundesligę
|         | data  | drużyna z Bundesligi | drużyna z 2. Bundesligi | wynik |
| ------- | ----- | -------------------- | ----------------------- | ----- |
| 1. mecz | 22.05 | 1. FC Heidenheim     | SV 07 Elversberg        | 2:2   |
| rewanż  | 26.05 | 1. FC Heidenheim     | SV 07 Elversberg        | 2:1   |

Zwycięzca: 1. FC Heidenheim

### Baraże o 2. Bundesligę
|         | data  | drużyna z 2. Bundesligi | drużyna z 3. Ligi | wynik   |
| ------- | ----- | ----------------------- | ----------------- | ------- |
| 1. mecz | 23.05 | Eintracht Brunszwik     | 1. FC Saarbrücken | 2:0     |
| rewanż  | 27.05 | Eintracht Brunszwik     | 1. FC Saarbrücken | 2:2 pd. |

Zwycięzca: Eintracht Brunszwik